# 국도 제18호선 (인도)
국도 제18호선(National Highway 18, NH 18)은 자르칸드주의 고빈드푸르와 오디샤주의 발라소르를 사이에 이어주는 총 연장 361km인 인도의 일반 국도이다. 그러나 해당 국도는 옛 NH 32, NH 33, NH 5의 조합으로 이루어져 있으며, 해당 도로의 기점은 단바드의 고빈드푸르를, 종점은 오디샤주의 발라소르인 것으로 나온다. 해당 국도는 본시부터 NH 32이지만, 2012년부터 현재의 번호로 개정되었다.

## 주요 경유지
- 단바드 - 마후다(영어판) - 차스(영어판) - 푸룰리아(영어판) - 발람푸르(영어판) - 잠셰드푸르 - 갯실라(영어판) - 바하라고라(영어판) - 바리파다(영어판) - 발라소르(영어판)